# Hôtel Meffre
L'hôtel Meffre est un hôtel particulier situé à Tours.

## Localisation
L'hôtel est situé au 4 boulevard Heurteloup, à Tours.

## Historique
L'hôtel fut construit vers 1860 par Jacques-Aimé Meffre (1795-1868), architecte réputé et premier adjoint au maire de Tours, pour lui-même. Son petit-fils, Marcel Meffre, vendu l'hôtel à la ville, qui en fit en temps l'hôtel de la Recette municipale.

## Sources
- Pierre Leveel, La Touraine disparue: Et ses abords immédiats, 1994